# Magánhálózat
Az internet címzési architektúrájában a magánhálózat egy olyan hálózat, amely RFC 1918 és RFC 4193 referenciák által meghatározott privát IP-címtartományt használ. Ezeket a címeket általában otthonok, irodák és vállalatok helyi hálózataiban használják, amikor a globálisan osztott címek nem kötelezőek vagy nem elérhetők a tervezett hálózati alkalmazásokhoz. A privát IP címtartományokkal eredetileg a véges IPv4-címek kimerülését igyekeztek késleltetni, de a következő generációs internetprotokoll, az IPv6 is tartalmazza a szolgáltatást.
Ezek a címek jellemzően privátak, mert nem globálisan kiosztottak, ami azt jelenti, hogy egyik konkrét szervezet számára sem elkülönítettek és az általuk megcímzett IP-csomagok nem jutnak ki a nyilvános internetre. Bárki használhatja ezeket a címeket a regionális internetes adatbázis nyilvántartása nélkül. Ha egy ilyen privát hálózat kapcsolódni szeretne az internethez, akkor vagy egy hálózati címfordítóra (NAT) vagy egy proxyszerverre van szükség.

## Privát IPv4-címtartományok
Az Internet Engineering Task Force (IETF) létrehozta az Internet Assigned Numbers Authority (IANA)-t, hogy a következő IPv4-címtartományokat fenntartsák a privát hálózatok számára, az RFC 1918 szerint:
| RFC 1918 név   | IP címtartomány               | Címek száma | Classful leírás          | Legnagyobb CIDR blokk (alhálózati maszk) | Hosztazonosító mérete |
| -------------- | ----------------------------- | ----------- | ------------------------ | ---------------------------------------- | --------------------- |
| 24 bites blokk | 10.0.0.0 – 10.255.255.255     | 16 777 216  | Egyetlen A osztály       | 10.0.0.0/8 (255.0.0.0)                   | 24 bit                |
| 20 bites blokk | 172.16.0.0 – 172.31.255.255   | 1 048 576   | 16 szomszédos B osztály  | 172.16.0.0/12 (255.240.0.0)              | 20 bit                |
| 16 bites blokk | 192.168.0.0 – 192.168.255.255 | 65 536      | 256 szomszédos C osztály | 192.168.0.0/16 (255.255.0.0)             | 16 bit                |

A Classful címzési mód elavult és nem használják az interneten a Classless Inter-Domain Routing (CIDR) 1993-as bevezetése óta. Például amíg a 10.0.0.0/8 egy egyszerű A osztályú hálózat volt, gyakori, hogy a szervezetek számára kisebb /16 vagy /24 hálózatokra osztják.

## Privát IPv6-címtartományok
A privát hálózatok koncepcióját és az ilyen hálózatok számára fenntartott különleges címfoglalást már átvitték a következő generációs Internet Protokollba, az IPv6-ba.
Az fc00::/7 címblokk az IANA által fent volt tartva, amelyet az RFC 4193 referencia írt le. Ezeket a címeket Egyedi Helyi Címeknek (Unique Local Addresses (ULA)) hívták. A meghatározás szerint unicast jellegűek és tartalmaznak egy 40 bites véletlen számot az útvonal előtagban, hogy megakadályozzák az ütközéseket, amikor két privát hálózat összekapcsolódik egymással. Annak ellenére, hogy eredendően helyi a használatban, az IPv6 cím egyedi helyi címének hatálya globális.
Egy korábbi szabvány javasolta az úgynevezett „site-local” címeket az fec0::/10 tartományban, de a skálázhatóság miatti komoly aggodalmak és a „site” gyenge definíciójának köszönhetően ennek használata 2004 óta elavult az RFC 3879 referencia szerint.

## Kapcsolati szintű címek
A privát hálózatok egy másik típusa kapcsolati szintű címtartományt használ. A kapcsolati szintű címek érvényessége egyetlen linkben van korlátozva; tehát az összes, ugyanazon hálózati kapcsolóhoz vagy vezeték nélküli hálózathoz kapcsolódó számítógép. Egy hálózati híd különböző oldalain lévő hosztok ugyanazon a linken vannak, míg egy router különböző oldalain lévő hosztok külön linken vannak.

### IPv4
Az IPv4-ben a kapcsolati szintű címek az RFC 5735 és az RFC3927 referenciákban vannak leírva. A hasznuk saját autokonfigurációjukban rejlik a hálózati eszközökön, amikor a DHCP szolgáltatások nem elérhetőek és a hálózati rendszergazda kézi beavatkozására nincs szükség.
A 169.254.0.0/16-os blokk erre a célra van fenntartva, az első és az utolsó /24 alhálózat kivételével a tartományban. Ha egy állomás az IEEE 802 (Ethernet) szabványú hálózaton nem rendelkezik statikusan beállított címmel és DHCP-n keresztül sem tud hálózati címet szerezni, egy 169.254.1.0 és 169.254.254.255 közötti címet választ automatikusan, álvéletlen módon. A szabvány előírja, hogy a címütközéseket elővigyázatosan kell kezelni.

### IPv6
Az IPv6-ban a kapcsolati szintű címek az RFC 4862 referenciában vannak leírva.
Használatuk kötelező és szerves része az IPv6 szabványnak. Az IPv6 címzési architektúra (RFC 4291) az IP autokonfiguráció számára elkülöníti az fe80::/10 blokkot.

## Általános használata
A privát címeket leginkább a lakossági hálózatokban használják, amióta a legtöbb internetszolgáltató csak egy kiosztható IP címet foglal le minden lakossági ügyfélnek. Azonban sok otthonban található egynél több számítógép vagy hálózati eszköz (például televíziók). Ebben az esetben használatos a hálózati címfordító (NAT), amely internetkapcsolatot biztosít az állomásoknak.
A privát címek a vállalati hálózatokban is használatosak, ahol biztonsági meggondolásokból az állomások nem kapcsolódnak közvetlenül az internethez. Gyakran proxyt, SOCKS átjárót vagy egyéb hasonló eszközt használnak, hogy korlátozott internet hozzáférést biztosítsanak a hálózat belső felhasználói számára.
Mindkét esetben a privát címeket a hálózati biztonság növelésének tekintik, mivel egy külső felhasználónak nehéz elérni a belső hálózatot.

## Félreterelés
Előfordulhat, hogy eredetileg a privát címtartományból származó csomagok felterelődnek az internetre. A privát hálózatok gyakran nem konfigurálják helyesen a belső címek számára a DNS-szolgáltatásokat, és e címek számára fordított DNS-kereséseket próbálnak extra forgalmat okozva a gyökér névszervereknek. Az AS112 projekt megpróbálta mérsékelni egy speciális „fekete lyuk” anycast névszerverekkel a privát címtartomány számára, amely csak negatív eredménykódot (nem található) ad vissza az ilyen kéréseknek.
A szervezet hálózat peremén található routerek általában úgy vannak beállítva, hogy visszadobják az IP-forgalom bejutását ezekre a hálózatokra, amelyet helytelen konfiguráció vagy hamis forráscímekről érkező rosszindulatú forgalom esetén fordulhat elő. Ritkábban a szolgáltatók élrouterei visszadobják az ügyfelektől érkező olyan kimenő forgalmat, amely csökkenti az Internet ilyen konfigurálatlan vagy rosszindulatú állomások hatását az ügyfél hálózatára.

## Privát hálózatok egyesítése
Mivel a privát IPv4 címtartomány viszonylag kicsi, sok privát IPv4 címtartomány ugyanazt a címtartományt használja. Ez felvet egy általános problémát az ilyen hálózatok egyesítésénél, névlegesen a párhuzamos címek több eszközökön. Ebben az esetben a hálózatokat vagy a hosztokat újra kell számozni, ez azonban egy időigényes feladat, vagy a másik megoldás egy hálózati címfordító elhelyezése a hálózatok közé, hogy elrejtse a párhuzamos címeket.
Az RFC 4193-as referencián alapuló IPv6 mérsékli ezt a problémát, mivel meghatároz egy pszeudovéletlenül generált 40 bites globális ID-t minden felhasználó szervezetnek Unique Global Addressek (Egyedi Globális Címek) használatával. Elég valószínűtlen, hogy így két azonos hálózati cím generálódjon.

## Egyéb fenntartott címek magánjellegű használata
Történetileg a privát címblokkokhoz hasonló tartományok egyéb potenciális jövőbeli alkalmazások számára vannak fenntartva. Néhány szervezet már használja ezeket a címeket saját privát hálózati alkalmazásokhoz a lehetséges jövőbeli címütközésekről szóló hivatalos figyelmeztetései ellenére. Ezekre a címekre nem hivatkoznak úgy, mint „fenntartott” címek. A 240.0.0.0 és 254.255.255.254 közötti IPv4 címek (minden cím a 240.0.0.0/4-ben, kivéve a 255.0.0.0/8) a jövőbeli használat, kutatás és fejlesztés számára vannak kijelölve.

## RFC referenciák
- RFC 1918 – „A privát Internet címkiosztása”
- RFC 2036 – „Az A osztályú címtartomány összetevő-használatának megfigyelése az Interneten”
- RFC 2050 – „Az Interneten regisztrált IP címek kiosztásának iránylevei”
- RFC 2101 – „Az IPv4 cím viselkedése manapság”
- RFC 2663 – „Az IP hálózati címfordító (NAT) terminológia és szempontok”
- RFC 3022 – „A tradicionális IP hálózati címfordító / Network Address Translator (NAT)”
- RFC 3330 – „Speciális használatú IPv4 címek (helyettesített)”
- RFC 5735 – „Speciális használatú IPv4 címek”
- RFC 3879 – „Helytelen oldal helyi címek”
- RFC 3927 – „A kapcsolati szintű IPv4 címek dinamikus konfigurációja”
- RFC 4193 – „Egyedi, helyi, egyes-adású IPv6 ”

## Fordítás
- Ez a szócikk részben vagy egészben a Private network című angol Wikipédia-szócikk ezen változatának fordításán alapul.  Az eredeti cikk szerkesztőit annak laptörténete sorolja fel. Ez a jelzés csupán a megfogalmazás eredetét és a szerzői jogokat jelzi, nem szolgál a cikkben szereplő információk forrásmegjelöléseként.